# Künga Legpa Jungne Gyaltsen Päl Sangpo
Künga Legpa Jungne Gyaltsen Päl Sangpo (1308-1341) was een Tibetaans geestelijke uit de Sakyatraditie van het Tibetaans boeddhisme.
Hij was de tiende keizerlijk leermeester (dishi) van 1328 tot 1329 voor Yuankeizer Yesun Timur Khan. Deze titel werd voor het eerst werd toegekend aan zijn oudoom Phagspa door keizer Koeblai Khan.